# Biserica de lemn din Pârteștii de Sus
Biserica de lemn „Sfinții Voievozi” din Pârteștii de Sus, cunoscută și ca Biserica de lemn „Sfinții Arhangheli Mihail și Gavriil”, este un lăcaș de cult ortodox construit între anii 1779-1780 (prima construcție) în satul Pârteștii de Sus din comuna Cacica aflată în județul Suceava. Edificiul religios se află localizat în centrul vechi al satului, în apropiere de drumul național DN 2E și are hramul Sfinții Arhangheli Mihail și Gavriil, sărbătorit la data de 8 noiembrie.
Ansamblul bisericii de lemn „Sfinții Voievozi” din Pârteștii de Sus a fost inclus pe Lista monumentelor istorice din județul Suceava din anul 2015 la numărul 317, având codul de clasificare  SV-II-a-B-05582. El este format din două obiective:
- Biserica de lemn „Sfinții Voievozi” – construită în 1779 și având codul SV-II-m-B-05582.01 și
- Clopotniță – construită în 1861 și având codul SV-II-m-B-05582.02.

## Istoricul bisericii
Satul Pârteștii de Sus are o veche istorie. Prima atestare a acestei localități datează dintr-un document din 13 aprilie 1415 al domnitorului Alexandru cel Bun (1400-1432), ea fiind numită Pârtea, după stăpânul locului. În acel document, satul a fost dat în stăpânirea Mănăstirii Adormirea Maicii Domnului, ctitorită de Ioan, vornicul de la Humor ("...Și am dat Mănăstirii panului Ivan Vornic, Adormirea sfintei Născătoare de Dumnezeu, care este la Humor, un sat de la obârșia Solonețului, unde a fost Tatomir și Pârtea, și Seliștea lui Dieniș"). 
Într-un document din 18 februarie 1445, satul apare pentru prima oară cu denumirea de Pârtești. Stăpânirea localității de către mănăstirea sus-menționată a fost confirmată de domnitorii Petru Aron și Ștefan cel Mare. După jefuirea și distrugerea vechiului lăcaș de cult de către tătari (1527) și construirea unuia nou de către logofătul Toader Bubuiog (1530), o serie de alți domnitori vor confirma stăpânirea satului Pârtești de către Mănăstirea Humor.
În partea de jos a satului Pârtești, pe vale (astăzi satul Pârteștii de Jos), a fost construită o biserică de lemn cu hramul "Sf. Nicolae". Aceasta era în funcțiune în anul 1775, ea fiind construită înainte de ocuparea Bucovinei de către Imperiul Habsburgic. Această datare a bisericii pe la mijlocul secolului al XVIII-lea este susținută și de prezența câtorva cărți vechi românești în inventarul parohiei.  Biserica "Sf. Nicolae" a fost donată în anul 1892 satului Liuzi (Humoreni), cu această ocazie schimbându-i-se hramul în cel al Sfinților Arhangheli Mihail și Gavriil. 
În anul 1779, în partea de sus a satului (astăzi satul Pârteștii de Sus), începea construirea unei biserici de lemn cu hramul "Sf. Arhangheli Mihail și Gavril", care a fost finalizată și sfințită la 8 septembrie 1780 de către episcopul Dosoftei Herescu al Rădăuților.  Un pomelnic-triptic copiat în anul 1838 de diaconul Teofil cuprinde informații cu privire la sfințirea bisericii: "A căruia (biserică) este hramul mai marilor voievozi și îngerilor Mihail și Gavril s-au sfințit cu voia și blagoslovenia preasfințitului arhiepiscop Dosofteiu de Rădăuți, care sfântă biserică au luat sfârșit ca zidire la anii 1780 septembrie 8". 
Conform însemnărilor de pe pomelnic-diptic, biserica s-a deteriorat în timp, fiind reclădită în anul 1861. Cu această ocazie, s-a construit și actuala clopotniță din lemn.
În anul 1987 a fost construită în centrul satului, o biserică de zid cu hramul "Nașterea Maicii Domnului".

## Arhitectura bisericii
Biserica de lemn din Pârteștii de Sus este construită din bârne de brad, cioplite în patru muchii și încheiate în "coadă de rândunică". Ea se sprijină pe un soclu din piatră de râu. Edificiul are un acoperiș din șindrilă în două pante, cu o turlă octogonală deasupra naosului. Streașina edificiului este foarte largă, având 1.40 m.
Monumentul are plan triconc, cu absida altarului pentagonală decroșată față de restul corpului construcției și cu absidele laterale și pronaosul poligonale. Lăcașul de cult este prevăzut cu o singură ușă, aflată în peretele sudic al pronaosului. 
În interior, biserica este împărțită în trei încăperi: pronaos, naos și altar. Pereții interiori ai bisericii au fost tencuiți până la nivelul de naștere a bolților. Intrarea în biserică se face pe o ușă (1.15x2.20 m) situată în peretele sudic al pronaosului. Pronaosul are o formă pentagonală în partea de vest (5.95x7.20 m), în care se află o fereastră. Deasupra pronaosului se află o calotă octogonală retrasă de la pereți (cu 1.20-2.00 m). 
Între pronaos și naos este un perete cu un gol de trecere central, terminat în arc aplatizat. Naosul are o formă dreptunghiulară (6.00x10.65 m), cu două abside pentagonale (3.65x2.45 m), cu tavane drepte. În axele absidelor laterale se află câte o fereastră. Deasupra naosului se află o boltă semicilindrică, din care se înalță o turlă octogonală (pe axa transversală ce unește cele două abside), înaltă de 4 metri și având patru ferestre în cele patru puncte cardinale. 
Altarul are o absidă decroșată de formă pentagonală, catapeteasma fiind avansată cu 1,15 m în naos, iar în decroșurile de nord și de sud se află proscomidiarul și diaconiconul. În această încăpere au fost amplasate două ferestre: una în axa absidei (0,60x1,00 m), terminată în semicerc și o alta în peretele estic al proscomidiarului (0,25x0,45 m). Bolta altarului este o calotă octogonală, cu laturile ușor inegale. 
Printre elementele decorative ale monumentului se află console formate din câte trei bârne în retragere, rotunjite la terminații. Consola superioară are lungimea de un metru, susținând cosoroaba, iar celelalte două au doar rol decorativ.

## Imagini

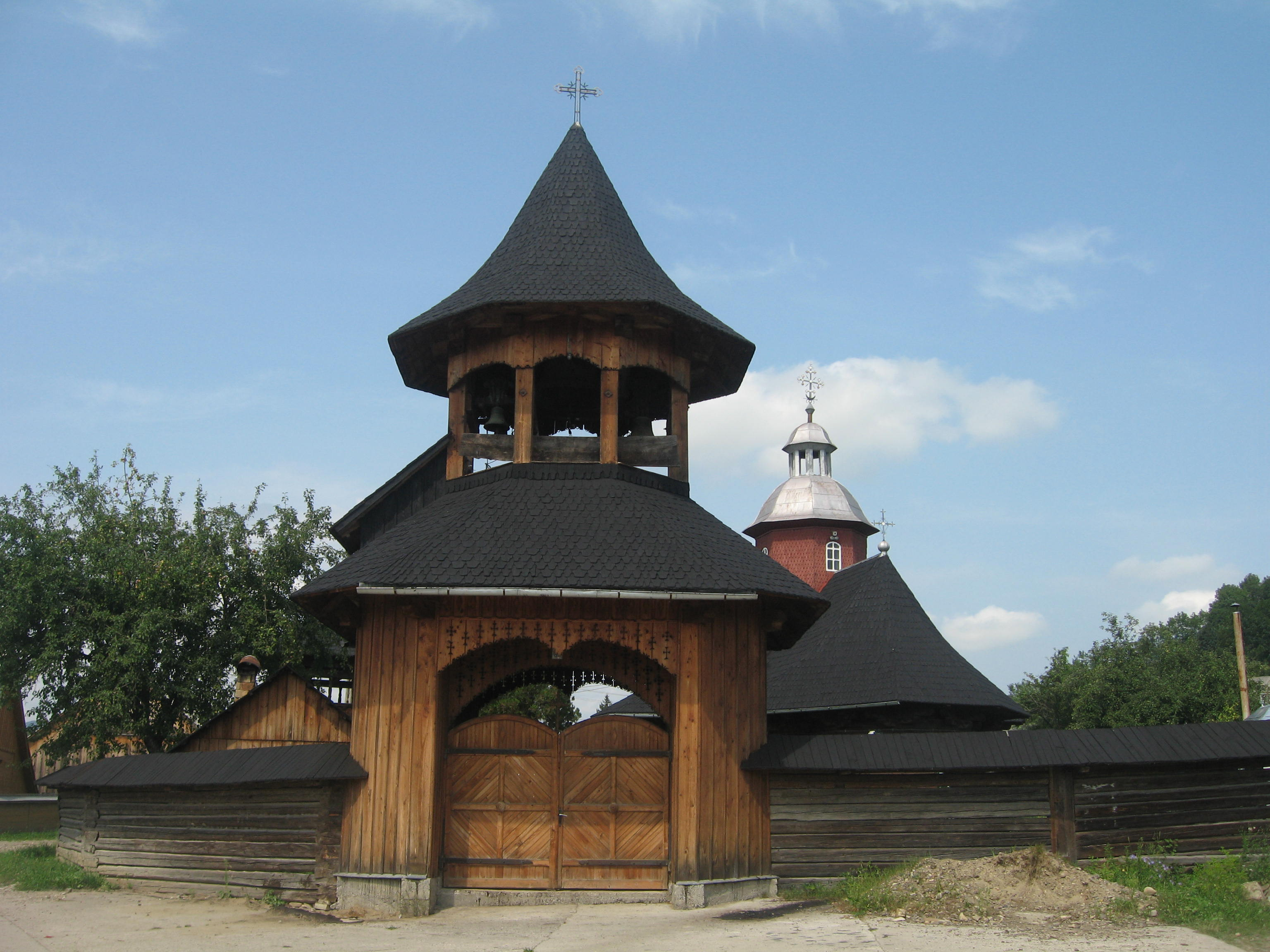
Biserica de lemn și clopotnița
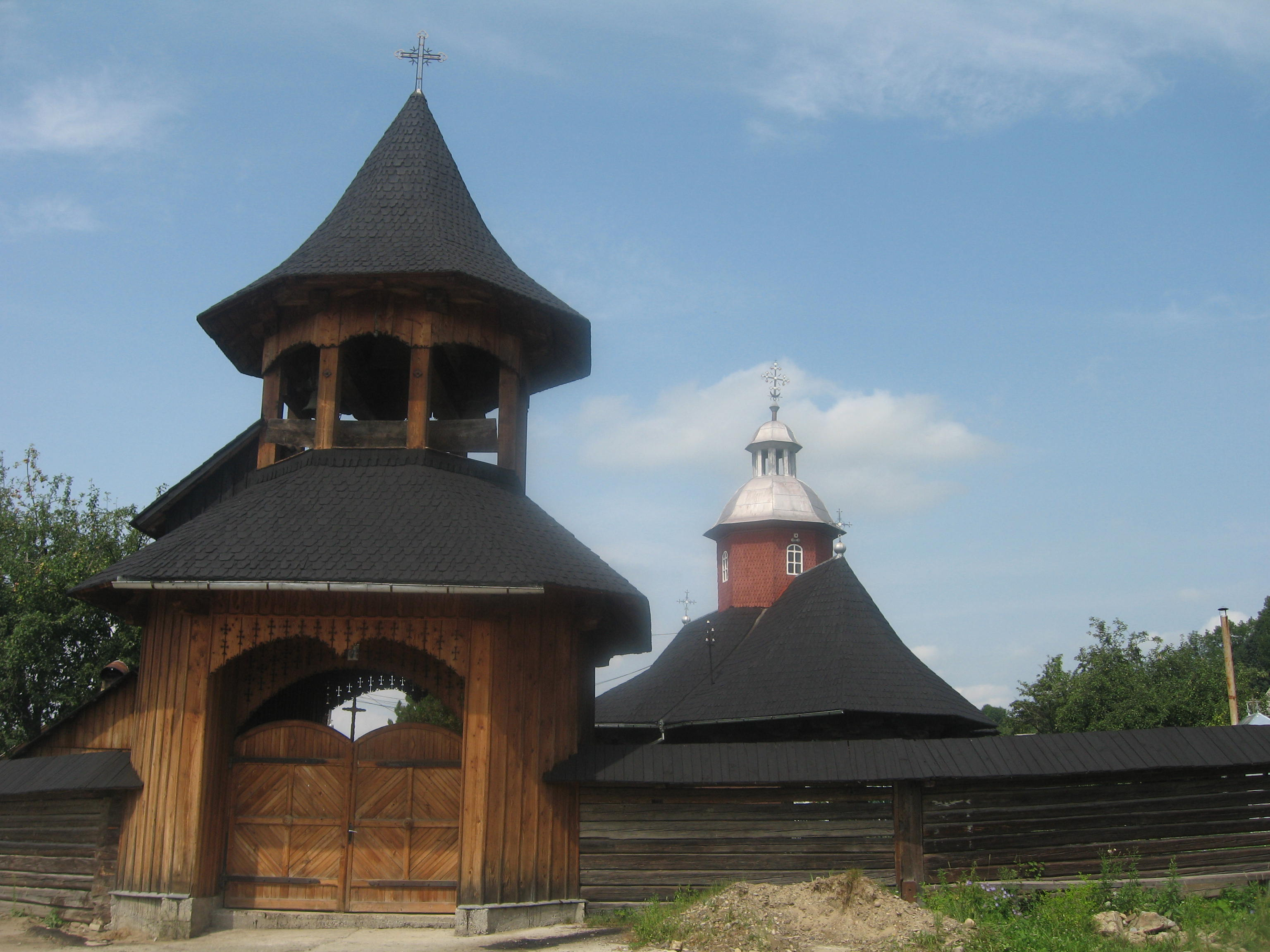
Biserica de lemn și clopotnița
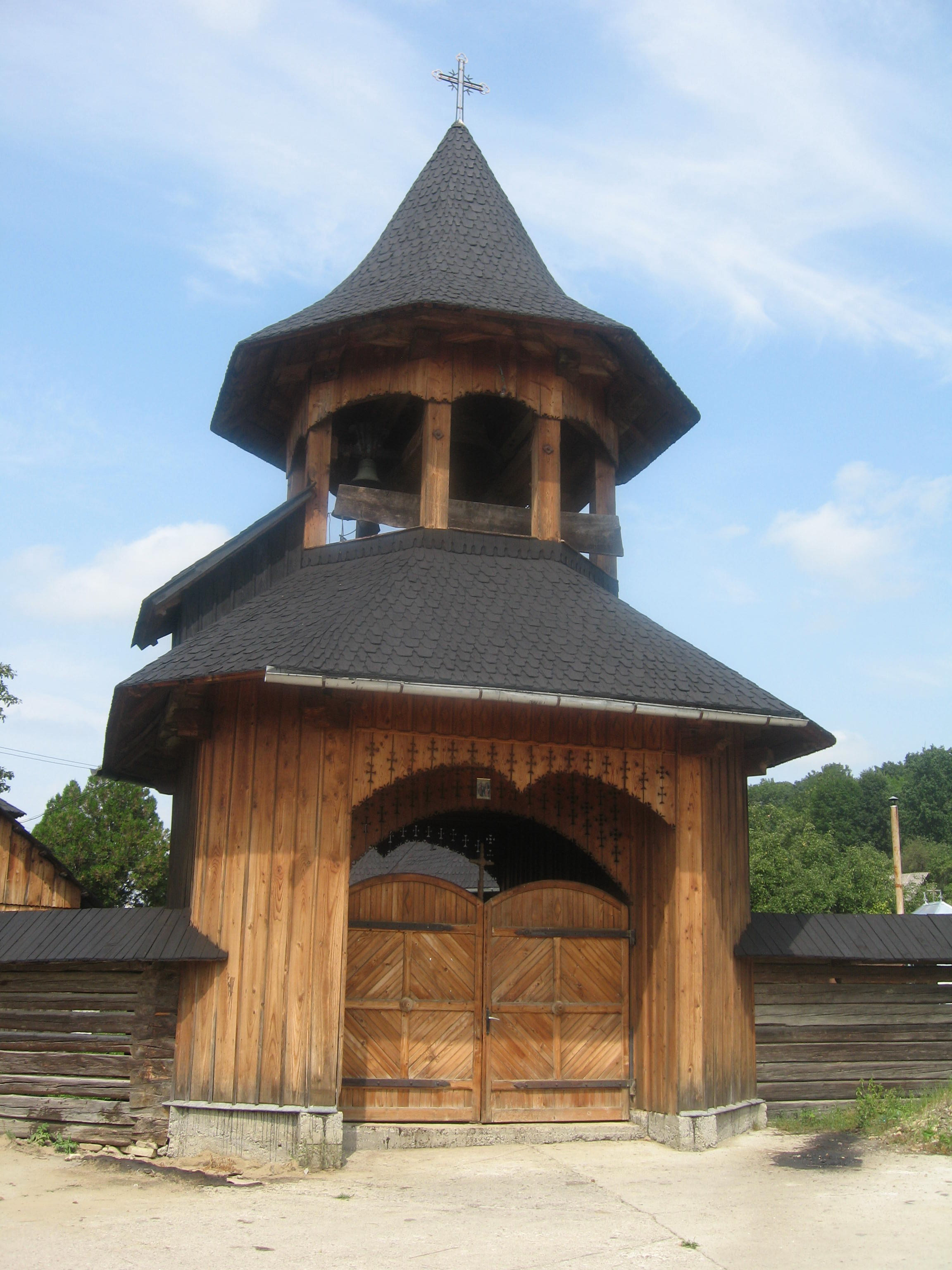
Clopotnița
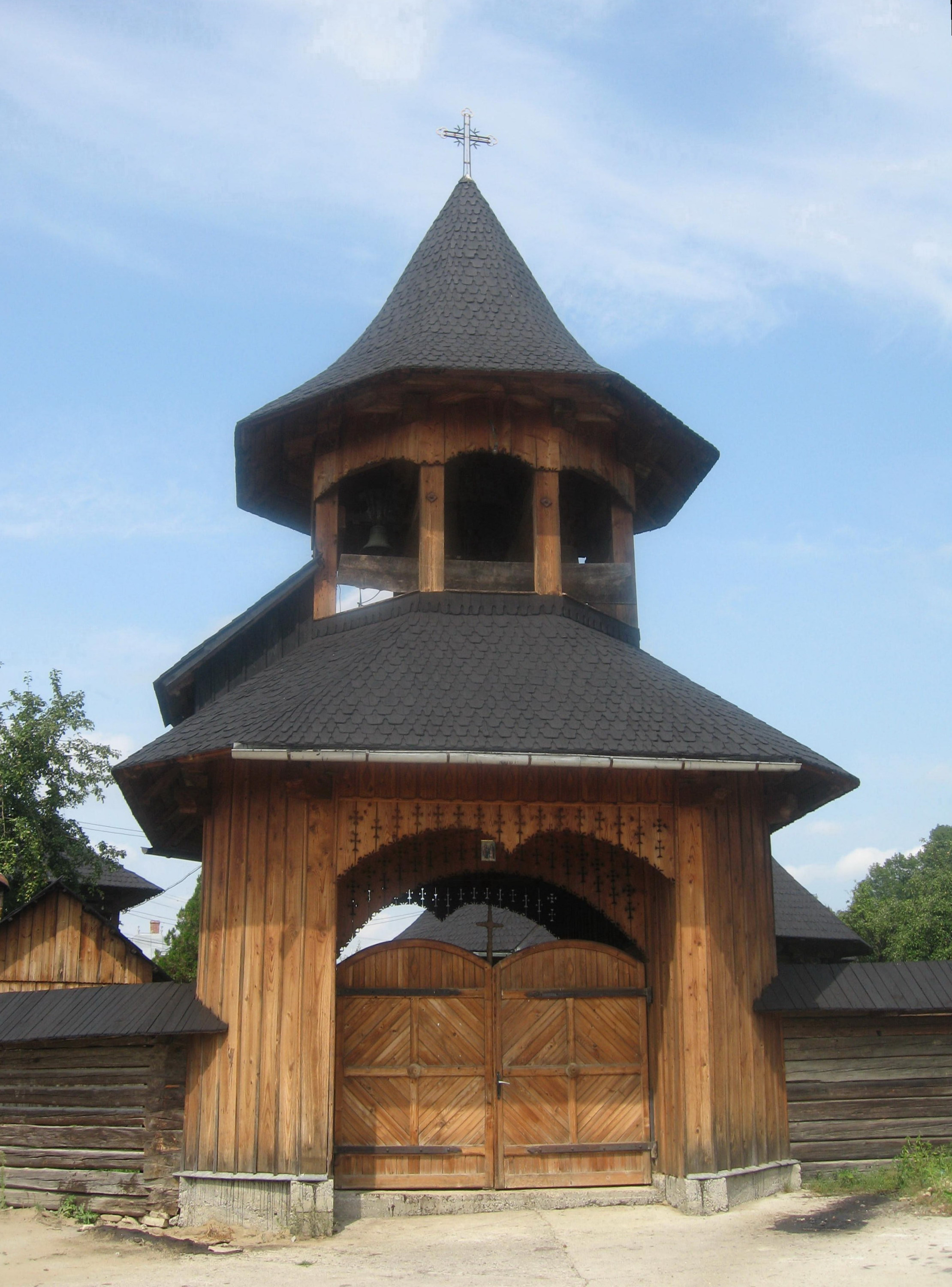
Clopotnița
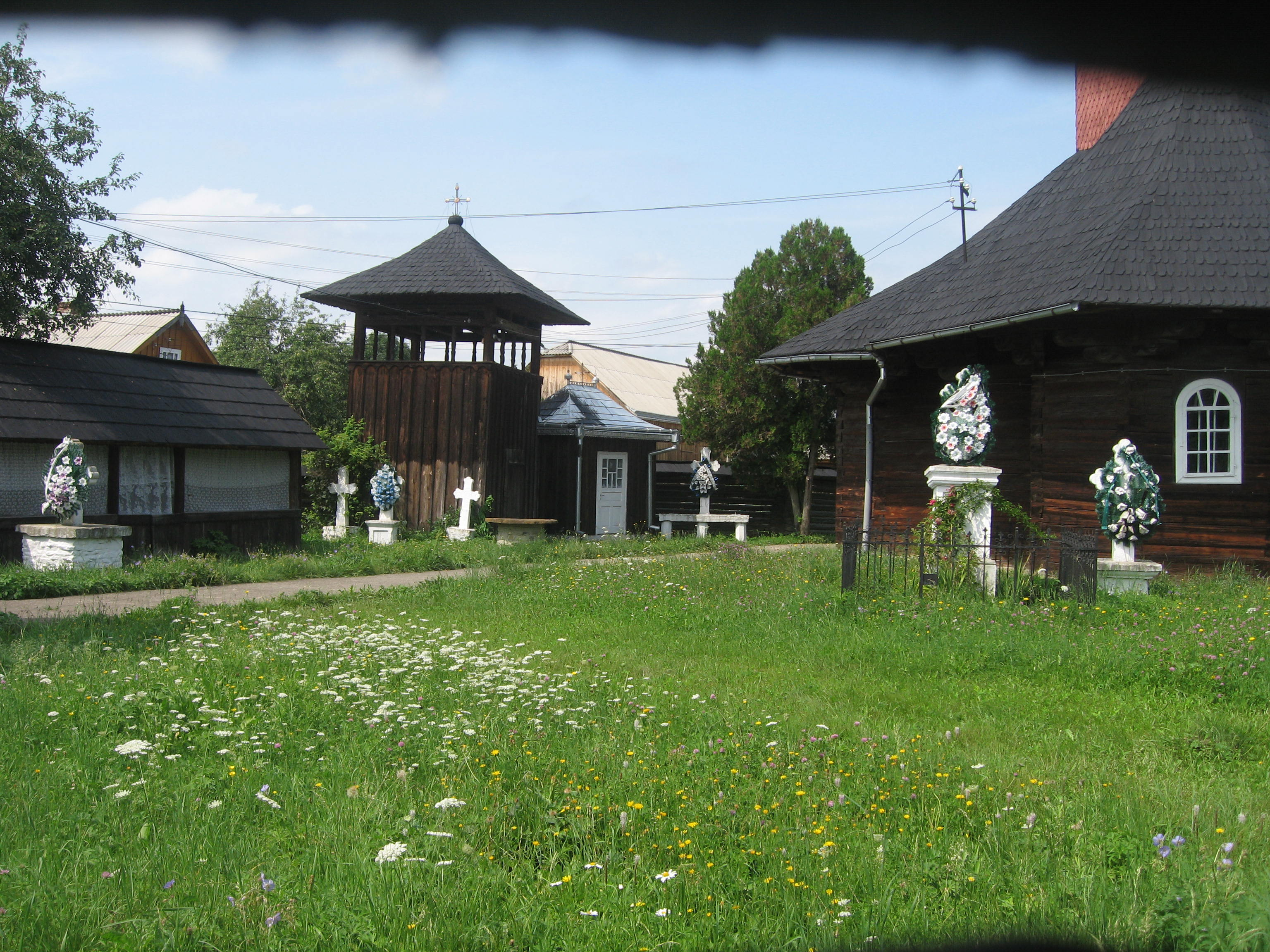
Vedere din curtea bisericii
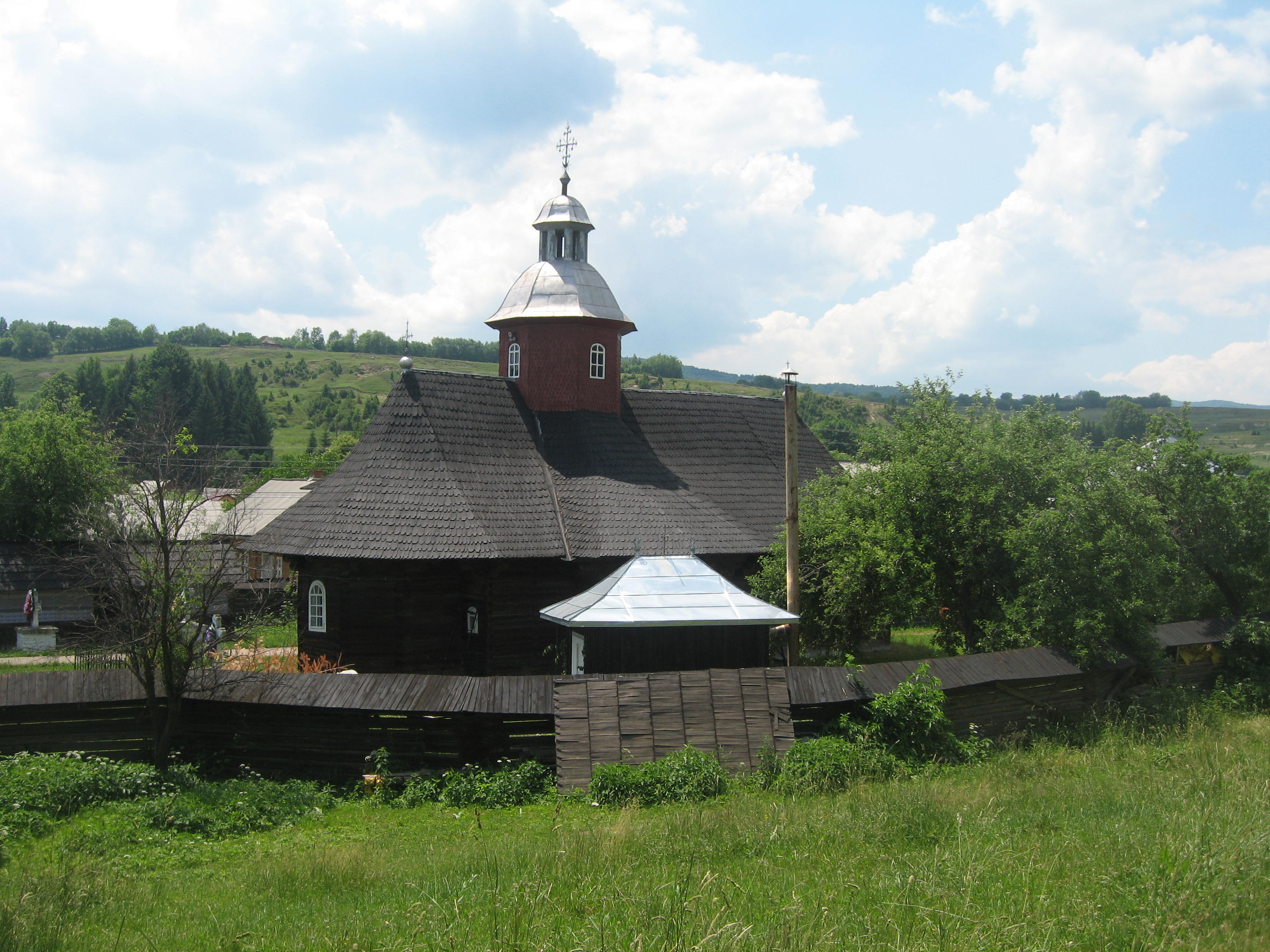
Biserica văzută dinspre nord
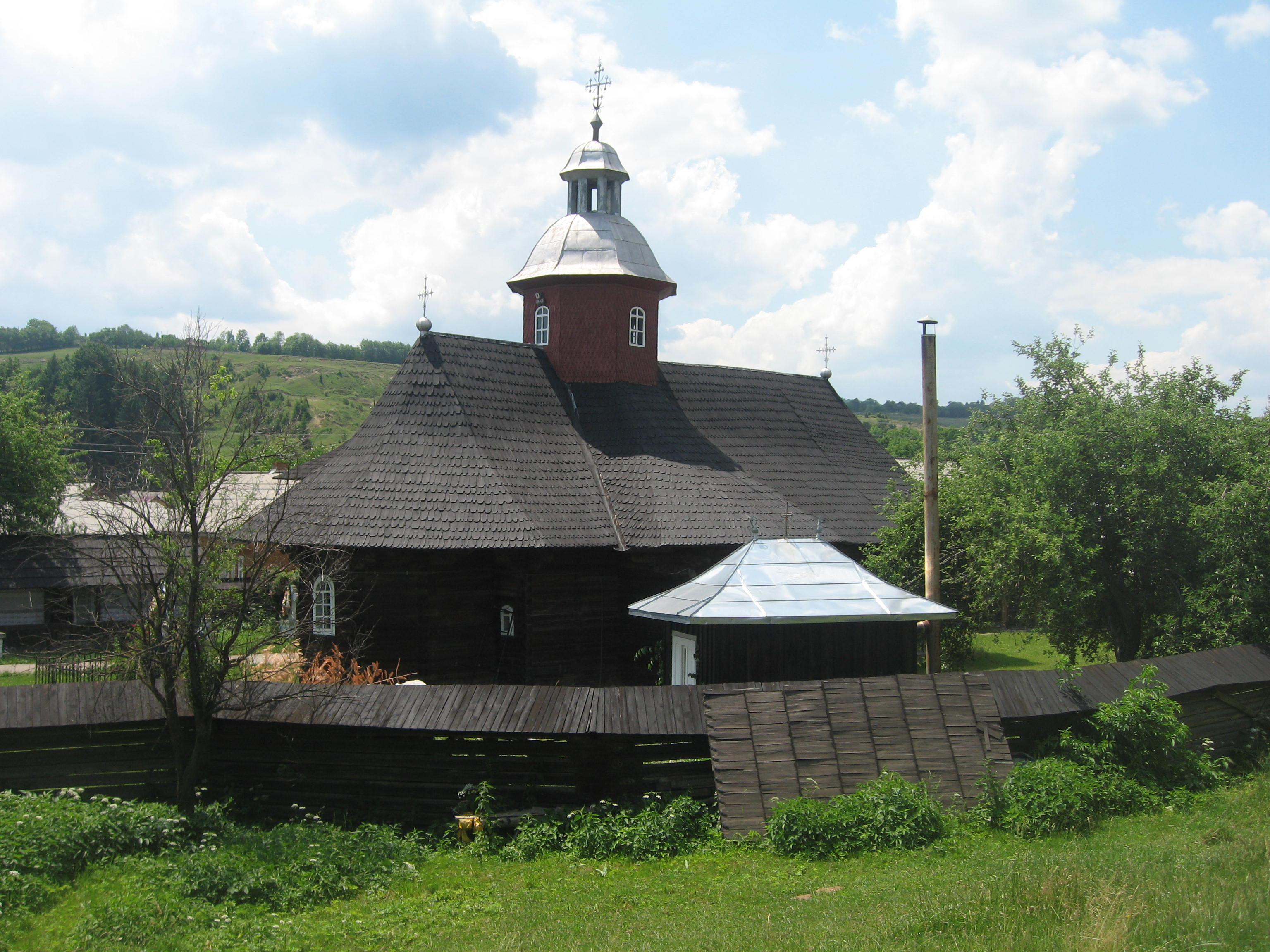
Biserica văzută dinspre nord
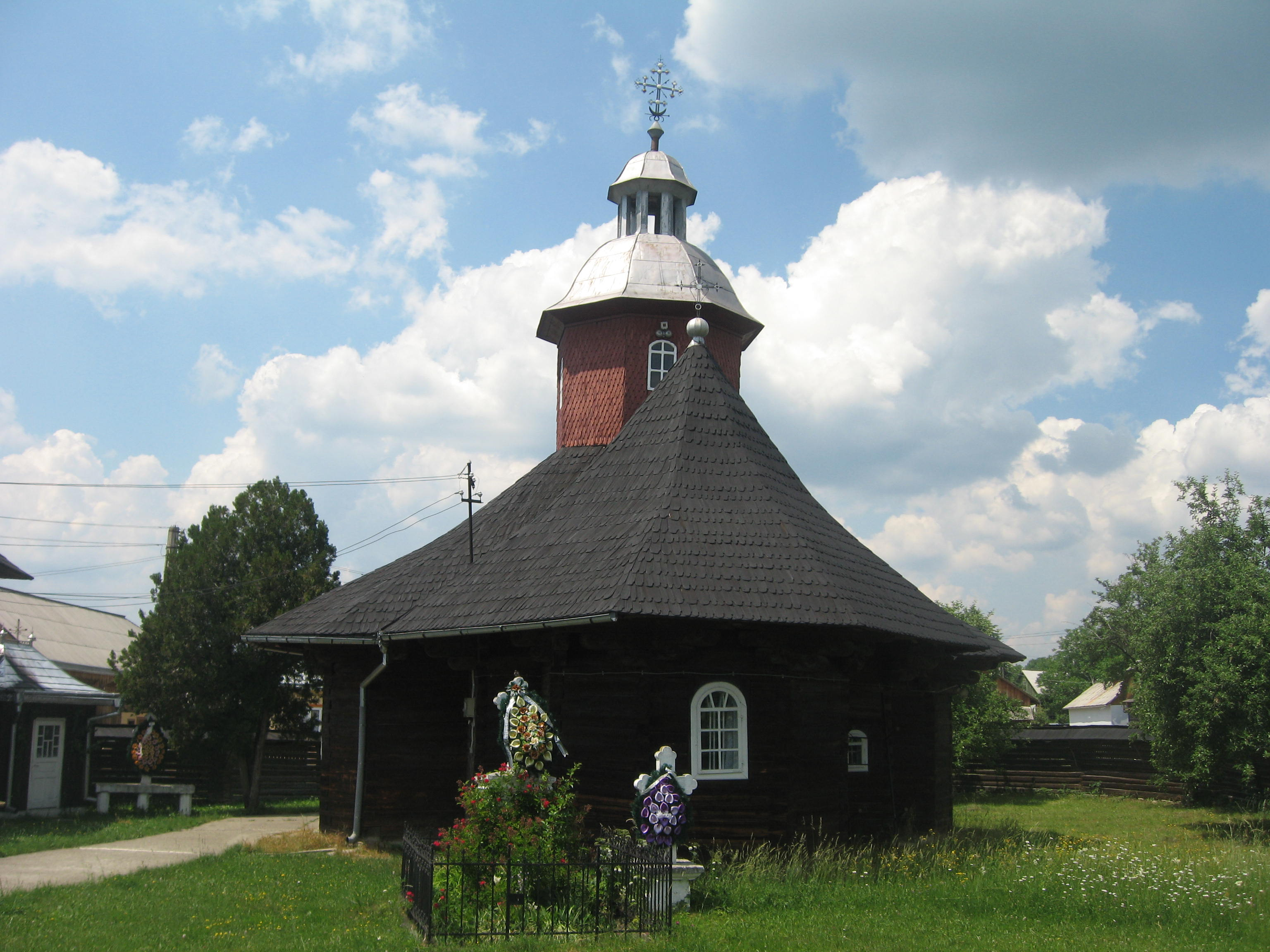
Biserica văzută dinspre est
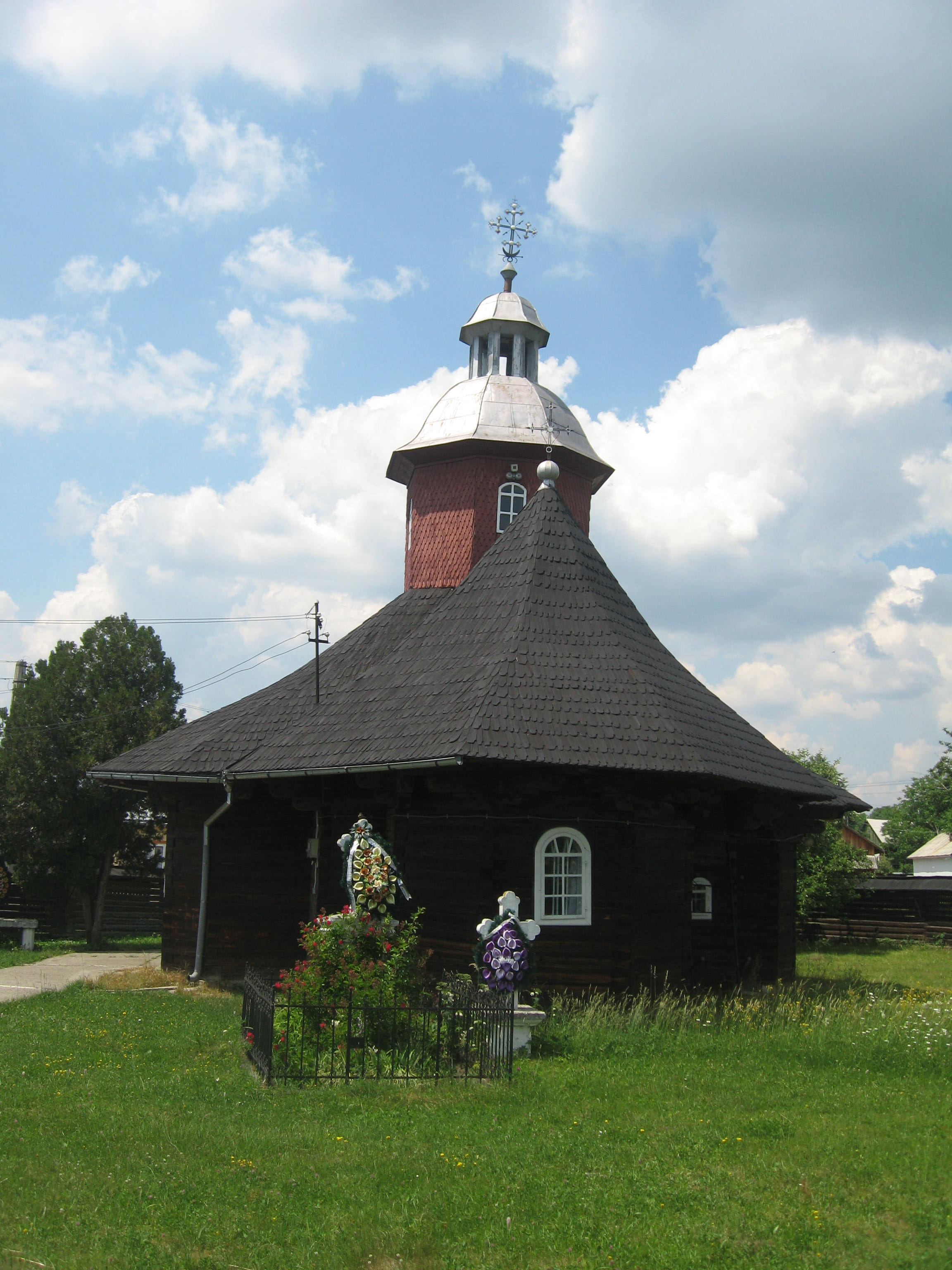
Biserica văzută dinspre est
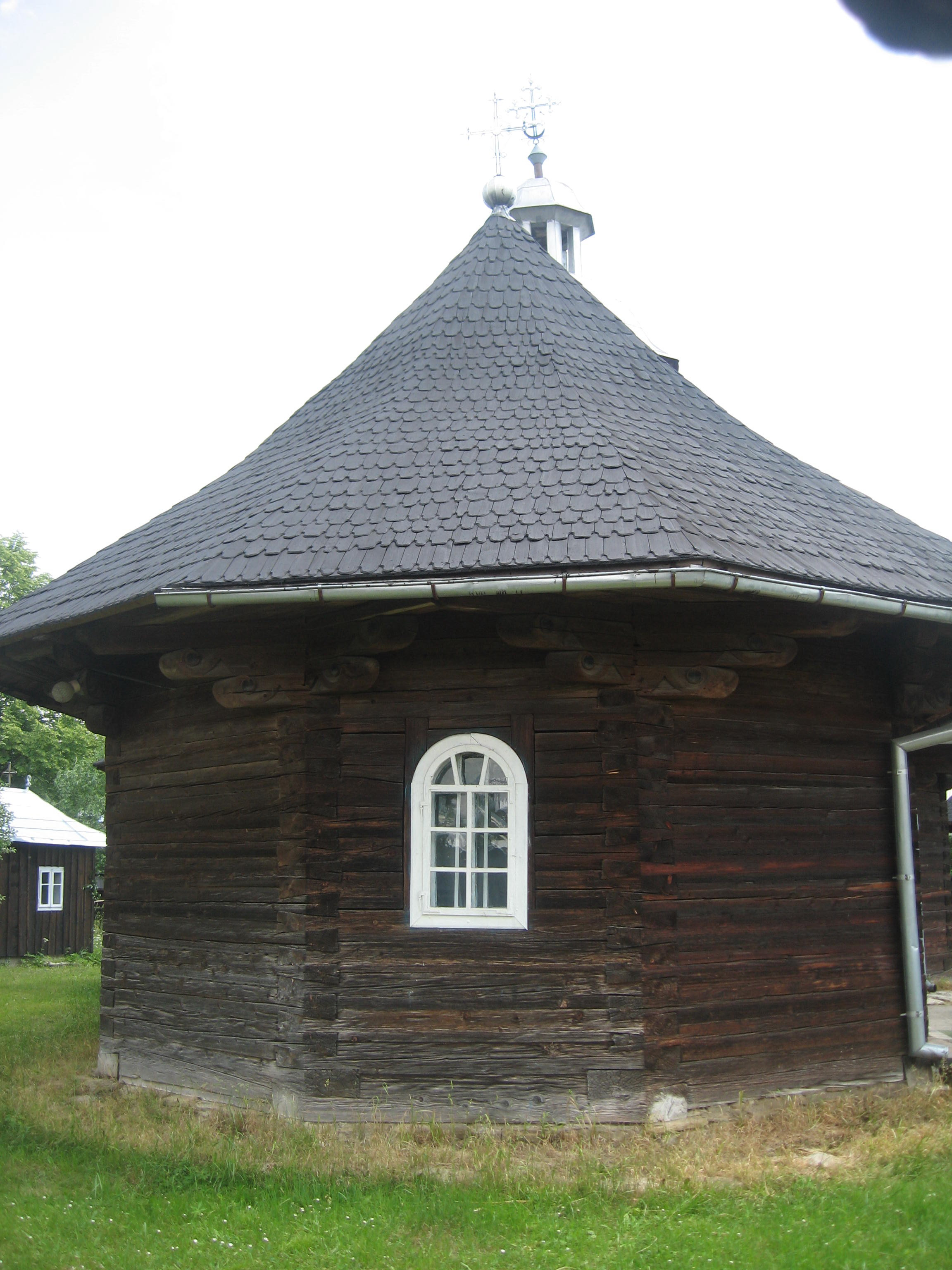
Pronaosul de formă pentagonală